# マスカット (曲)
「マスカット」は、ゆずの通算44枚目のシングル。2018年8月1日発売。発売元はセーニャ・アンド・カンパニー。

## 概要
「終わらない歌」以来約3年ぶりとなるCDシングル。
テレビ朝日系アニメ『クレヨンしんちゃん』の16代目のオープニングテーマで、1992年4月の放送開始当初から野原しんのすけ役を担当してきた声優・矢島晶子から小林由美子へとバトンタッチされる2018年7月6日放送回から番組内でオンエアされ、リニューアルされたオープニング映像ではしんのすけをはじめとする野原家とともに、ゆずのマスコットキャラクター・ゆずマンら“ゆず一家”、さらにアニメーション化されたゆずの二人も登場し、揃って「マスカット」オリジナルダンス“スカッとダンス”を披露している。ジャケット写真でもゆずマンらと野原一家が登場する。
ゆずが「クレヨンしんちゃん」の楽曲を担当するのは、2015年公開の劇場版『クレヨンしんちゃん オラの引越し物語 サボテン大襲撃』の主題歌「OLA!!」以来2度目。「OLA!!」は今作にもカップリング曲として収録される。また、男性アーティストがオープニングテーマを担当するのは、北川の提供曲である関ジャニ∞の「T.W.L」以来でもある。
「YUZU ARENA TOUR 2018 BIG YELL II～Great Voyage～」各公演の会場では、『クレヨンしんちゃん』とゆずマンのコラボグッズを販売。ゆずマン×クレヨンしんちゃんオリジナルハンドタオルが付属する「マスカット」会場限定盤も、それぞれハンドタオルの絵柄が異なる「マ盤」「ス盤」「カット盤」の3種類で販売された。
オリコンチャートでは週間10位で、2ndシングル「少年」から続く連続トップ10を45作としたが、「少年」以来の2桁の順位となった。
映画のオープニングとしては、『新婚旅行ハリケーン ～失われたひろし～』と『激突! ラクガキングダムとほぼ四人の勇者』で使われた。

## 収録曲
1. マスカット (3:22)
  - 作詞・作曲：北川悠仁、編曲 : TeddyLoid
  - テレビ朝日系アニメ『クレヨンしんちゃん』16代目オープニングテーマ[2]

「恋、弾けました。」でもタッグを組んだTeddyLoidがアレンジを担当した躍動感のあるエレクトロサウンドを軸に、スカやレゲエ要素なども取り入れたパーティーソングとなっている[2]。
2. OLA!! (3:28)
  - 作詞・作曲：北川悠仁 / Sound Produced by ゆず & 前山田健一 / 編曲：前山田健一 & 北川悠仁
  - 42ndシングル
  - 映画『クレヨンしんちゃん オラの引越し物語 サボテン大襲撃』主題歌
3. マスカット(ガイドメロディー付きカラオケ) (3:22)
4. OLA!!(ガイドメロディー付きカラオケ) (3:25)